# 错枝榄仁
错枝榄仁（学名：Terminalia intricata）为使君子科诃子属的植物，是中国的特有植物。分布于中国大陆的四川、云南等地，生长于海拔1,900米至2,800米的地区，多生长于干燥阳处或河谷路边，目前尚未由人工引种栽培。

## 别名
云南榄仁（中国树木分类学）